# Canthyporus aenigmaticus
Canthyporus aenigmaticus är en skalbaggsart som beskrevs av Olof Biström och Nilsson 2006. Canthyporus aenigmaticus ingår i släktet Canthyporus och familjen dykare. Inga underarter finns listade i Catalogue of Life.